# Pico Truncado
Pico Truncado – miasto w Argentynie, w północnej części prowincji Santa Cruz,  położone 56 km od Atlantyku.

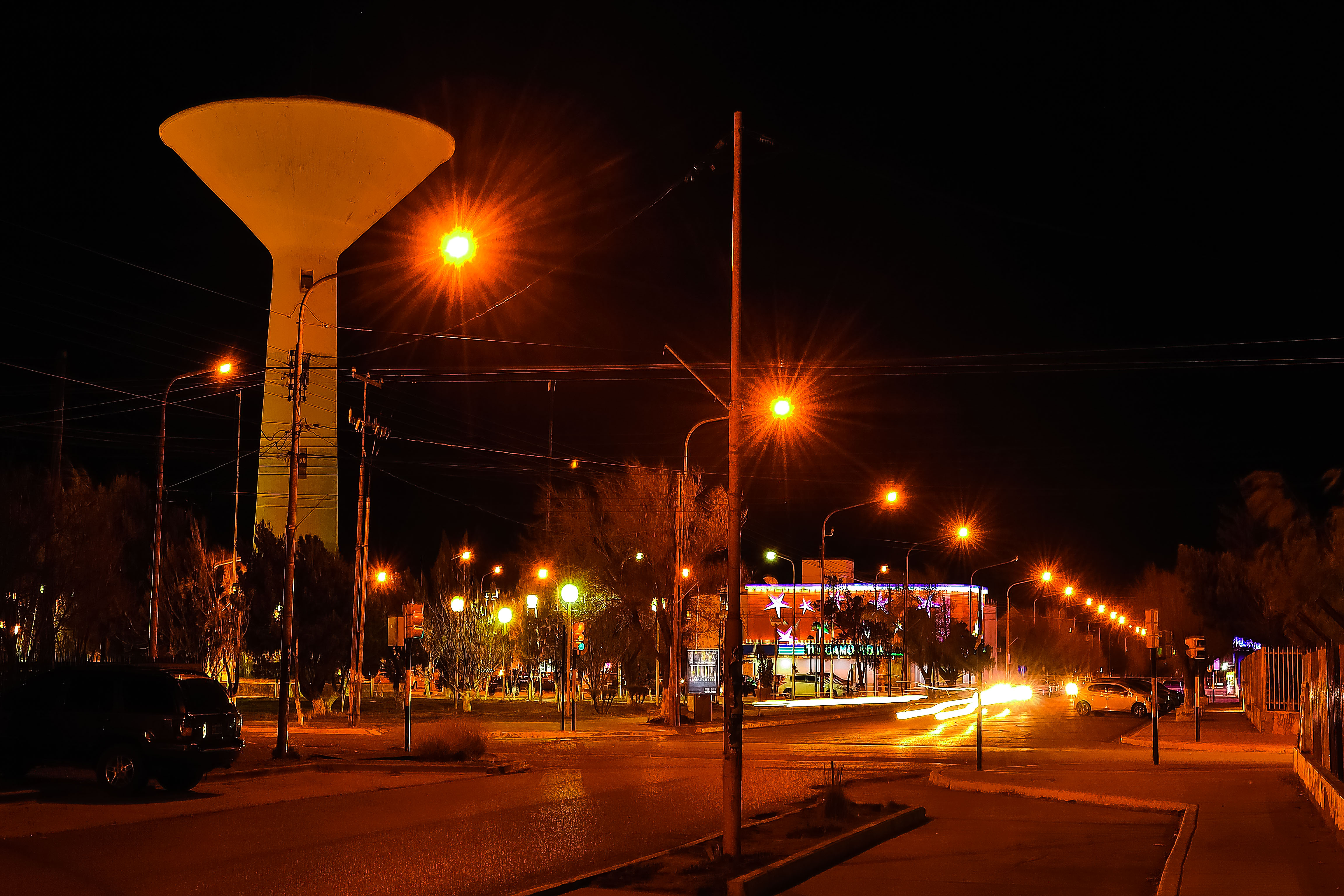
Plac gen. San Martin nocą

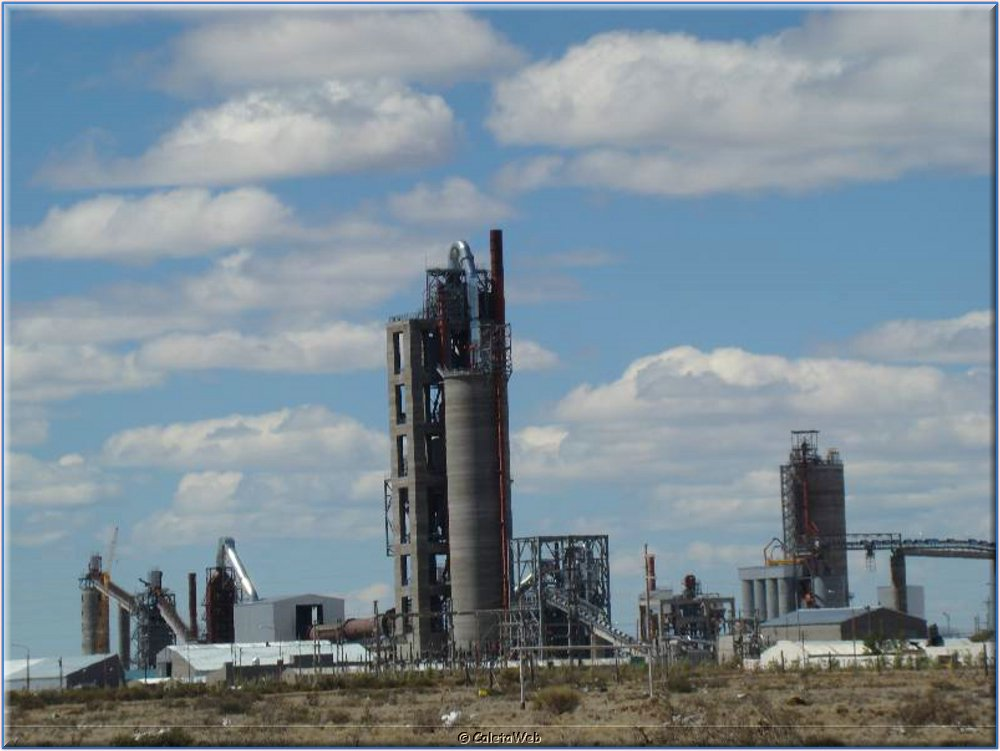
Fabryka Cementu w Pico Truncado

## Opis
Miejscowość została założona 1921 roku. W mieście znajduje się węzeł drogowy-RP12 i RP43 i Fabryka Cementu. Obecnie Pico Truncado jest ośrodkiem turystycznym, w odległości 2 km od miasta jest położone Jezioro Los Patos.

## Atrakcje turystyczne
- Museo de Pico Truncado[2] - Muzeum Pico Truncado,
- Laguna De Los Patos[3] - Rezerwat przyrody Pico Truncado.